# Vamuna remelana
Vamuna remelana is een vlinder uit de familie van de spinneruilen (Erebidae). De wetenschappelijke naam van deze soort is voor het eerst voorgesteld als Lithosia remelana door Frederic Moore in een publicatie uit 1866.
De soort komt voor in India, Maleisië en Indonesië.